# Piennes
Piennes és un municipi francès situat al departament de Meurthe i Mosel·la i a la regió del Gran Est. L'any 2007 tenia 2.442 habitants.

## Demografia

### Població
El 2007 la població de fet de Piennes era de 2.442 persones. Hi havia 1.015 famílies, de les quals 355 eren unipersonals (117 homes vivint sols i 238 dones vivint soles), 270 parelles sense fills, 257 parelles amb fills i 133 famílies monoparentals amb fills.
La població ha evolucionat segons el següent gràfic:
Habitants censats

### Habitatges
El 2007 hi havia 1.202 habitatges, 1.062 eren l'habitatge principal de la família, 17 eren segones residències i 123 estaven desocupats. 878 eren cases i 317 eren apartaments. Dels 1.062 habitatges principals, 699 estaven ocupats pels seus propietaris, 321 estaven llogats i ocupats pels llogaters i 42 estaven cedits a títol gratuït; 5 tenien una cambra, 66 en tenien dues, 221 en tenien tres, 359 en tenien quatre i 412 en tenien cinc o més. 744 habitatges disposaven pel capbaix d'una plaça de pàrquing. A 549 habitatges hi havia un automòbil i a 290 n'hi havia dos o més.

### Piràmide de població
La piràmide de població per edats i sexe el 2009 era:
| Homes | Edats   | Dones |
| ----- | ------- | ----- |
| 0     | 95 o +  | 0     |
| 4     | 90 a 94 | 20    |
| 16    | 85 a 89 | 36    |
| 4     | 80 a 84 | 28    |
| 52    | 75 a 79 | 112   |
| 80    | 70 a 74 | 104   |
| 68    | 65 a 69 | 84    |
| 60    | 60 a 64 | 76    |
| 48    | 55 a 59 | 88    |
| 104   | 50 a 54 | 76    |
| 56    | 45 a 49 | 64    |
| 68    | 40 a 44 | 96    |
| 68    | 35 a 39 | 40    |
| 84    | 30 a 34 | 48    |
| 72    | 25 a 29 | 76    |
| 100   | 20 a 24 | 76    |
| 56    | 15 a 19 | 88    |
| 60    | 10 a 14 | 60    |
| 84    | 5 a 9   | 72    |
| 40    | 0 a 4   | 72    |

## Economia
El 2007 la població en edat de treballar era de 1.447 persones, 953 eren actives i 494 eren inactives. De les 953 persones actives 780 estaven ocupades (454 homes i 326 dones) i 171 estaven aturades (85 homes i 86 dones). De les 494 persones inactives 120 estaven jubilades, 140 estaven estudiant i 234 estaven classificades com a «altres inactius».

### Ingressos
El 2009 a Piennes hi havia 1.066 unitats fiscals que integraven 2.451 persones, la mediana anual d'ingressos fiscals per persona era de 13.889 €.

### Activitats econòmiques
Dels 122 establiments que hi havia el 2007, 6 eren d'empreses extractives, 3 d'empreses alimentàries, 2 d'empreses de fabricació d'altres productes industrials, 7 d'empreses de construcció, 38 d'empreses de comerç i reparació d'automòbils, 6 d'empreses de transport, 8 d'empreses d'hostatgeria i restauració, 2 d'empreses d'informació i comunicació, 7 d'empreses financeres, 7 d'empreses immobiliàries, 10 d'empreses de serveis, 15 d'entitats de l'administració pública i 11 d'empreses classificades com a «altres activitats de serveis».
Dels 38 establiments de servei als particulars que hi havia el 2009, 1 era una gendarmeria, 1 oficina de correu, 5 oficines bancàries, 3 funeràries, 3 tallers de reparació d'automòbils i de material agrícola, 2 autoescoles, 1 paleta, 1 fusteria, 2 lampisteries, 5 perruqueries, 3 veterinaris, 5 restaurants, 5 agències immobiliàries i 1 saló de bellesa.
Dels 15 establiments comercials que hi havia el 2009, 4 eren supermercats, 1 una botiga de menys de 120 m², 1 una peixateria, 1 una llibreria, 1 una botiga de roba, 1 una sabateria, 2 botigues de material esportiu, 1 una botiga de material de revestiment de parets i terra i 3 floristeries.

## Equipaments sanitaris i escolars
El 2009 hi havia 2 centres de salut, 2 farmàcies i 1 ambulància.
El 2009 hi havia 1 escola maternal i 2 escoles elementals. Piennes disposava d'un col·legi d'educació secundària amb 324 alumnes.

## Poblacions més properes
El següent diagrama mostra les poblacions més properes.